# ARL11
ARL11 (англ. ADP ribosylation factor like GTPase 11) – білок, який кодується однойменним геном, розташованим у людей на короткому плечі 13-ї хромосоми. Довжина поліпептидного ланцюга білка становить 196 амінокислот, а молекулярна маса — 21 391.
| 10         |  | 20         |  | 30         |  | 40         |  | 50         |
| ---------- |  | ---------- |  | ---------- |  | ---------- |  | ---------- |
| MGSVNSRGHK |  | AEAQVVMMGL |  | DSAGKTTLLY |  | KLKGHQLVET |  | LPTVGFNVEP |
| LKAPGHVSLT |  | LWDVGGQAPL |  | RASWKDYLEG |  | TDILVYVLDS |  | TDEARLPESA |
| AELTEVLNDP |  | NMAGVPFLVL |  | ANKQEAPDAL |  | PLLKIRNRLS |  | LERFQDHCWE |
| LRGCSALTGE |  | GLPEALQSLW |  | SLLKSRSCMC |  | LQARAHGAER |  | GDSKRS     |

A: Аланін

C: Цистеїн

D: Аспарагінова кислота

E: Глутамінова кислота

F: Фенілаланін

G: Гліцин

H: Гістидин

I: Ізолейцин

K: Лізин

L: Лейцин

M: Метіонін

N: Аспарагін

P: Пролін

Q: Глутамін

R: Аргінін

S: Серин

T: Треонін

V: Валін

W: Триптофан

Білок має сайт для зв'язування з нуклеотидами, ГТФ. 